# Paroeme montana
Paroeme montana är en skalbaggsart som beskrevs av Aurivillius 1925. Paroeme montana ingår i släktet Paroeme och familjen långhorningar. Inga underarter finns listade i Catalogue of Life.